# Cancionero folklórico de México
El Cancionero folklórico de México es una recopilación de la lírica popular mexicana del siglo XX, dirigida por la filóloga Margit Frenk y publicada entre 1975 y 1985 por El Colegio de México. Esta obra compila alrededor de 11000 coplas y 422 canciones extraídas de un abanico diverso de fuentes orales y escritas: impresos, manuscritos, fonogramas y grabaciones in situ, entre otros.
El Cancionero fue uno de los proyectos pioneros del Centro de Estudios Lingüísticos y Literarios (CELL) de El Colegio de México y una nómina importante de investigadores, estudiantes y becarios del centro participó en su elaboración entre los años 1958 y 1985. El equipo de investigación principal a cargo de esta obra estuvo conformado por Margit Frenk, Yvette Jiménez de Báez, María Ángeles Soler, Mercedes Díaz Roig, Concepción Murillo, Teresa Lobo, Rocío Cortés, Alma Wood, María Teresa Miaja y Jas Reuter.

## Historia
En 1958 el Centro de Estudios Filológicos (CEF, ahora el CELL) de El Colegio de México tuvo la oportunidad de reorganizar un programa de cursos presenciales de filología, bajo tres ejes: un curso de introducción a los estudios literarios, a cargo de Antonio Alatorre, un seminario de lingüística, a cargo de Juan Miguel Lope Blanch, y uno de investigación literaria, a cargo de Margit Frenk.
Las tareas del seminario dirigido por Margit Frenk pronto se volcaron hacia la recolección y estudio de la lírica popular mexicana y cristalizaron en un proyecto de amplio alcance. En palabras de Margit Frenk:

Se trataba de colmar una laguna importante, de reunir en un todo compacto y organizado el rico caudal de la lírica folklórica mexicana de nuestro tiempo. El propósito era recopilar el mayor número posible de textos y sistematizarlos de tal manera, que tanto el lector común como el especialista pudieran formarse una idea global de esa poesía y también reconocer a fondo sus características.
Margit Frenk, «Prólogo», Cancionero folklórico de México, t. 1: Canciones del amor feliz.

Hacia 1960 solo el seminario de Margit Frenk había dado lugar a investigaciones individuales entre sus miembros, incluidas las tesis de grado de Concepción Murillo e Yvette Jiménez de Báez y algunos artículos de Paciencia Ontañón, Jacobo Chencinsky y Angelina Muñiz-Huberman.
A pesar de lo anterior, este proyecto se interrumpió en 1960 junto con los cursos regulares, reanudándose en 1963 con un equipo de investigación nuevo. De este modo, la recolección de materiales continuó hasta 1968, momento para el cual se tenía una gran cantidad de material recolectado y se recolectaban cada vez menos novedades.
La publicación de los materiales se extendería por las siguientes dos décadas. En 1971, Margit Frenk e Yvette Jiménez de Báez publicaron como adelanto una selección de 500 estrofas bajo el título de Coplas de amor del folklore mexicano. El primer tomo, Coplas del amor feliz, apareció en 1975 acompañado de un extenso prólogo dedicado a explicar los pormenores de la investigación y el plan de la obra. El tomo 2, Coplas del amor desdichado y otras coplas del amor, le seguiría en 1977. Los tomos 3, Coplas que no son de amor, y 4, Coplas varias y varias canciones, aparecieron en 1980 y 1982, respectivamente. El último tomo, Antología, glosario, índices, aparecería finalmente en 1985.

## Colaboradores
| Realizado por - Margit Frenk - Yvette Jiménez de Báez - María Ángeles Soler - Mercedes Díaz Roig - Concepción Murillo de Dávalos - Teresa Lobo - Rocío Cortés de García - Alma Wood de Astey - María Teresa Miaja - Jas Reuter | Con la participación de - Flora Botton Burlá - Luz Fernández Gordillo - Charles Daniel Frisbie - Beatriz Garza Cuarón - María del Carmen Garza de Koniecki - Martha Elena Venier |  |

Otros colaboradores
| - Jorge Aguilar Mora - Teresa Aveleyra - Raúl Ávila - Juan José Barrientos - Gloria Ruiz de Bravo Ahuja - Miguel Capistrán - María Elena Carrero del Mármol - Jorge Carretero - Paloma Castro Leal - Julia Corona de Retchkiman | - Jacobo Chencinsky - Larry Michael Grimes - Carmen Guardiola de Meda - María Teresa Guzmán de Bank - Adelis León Guevara - Carlos Horacio Magis - Monique Manzour - Angelina Muñiz-Huberman - Paciencia Ontañón - Jaime del Palacio | - José Pascual Buxó - Margarita Peña - María Teresa Perdomo - Giorgio Perissinotto - María Teresa Piñeros - José Polo - Estela Ruiz Milán - Celia Trigueros de Pozzi - Ángel Vilanova |